# Julian Klukowski
Julian Piotr Klukowski (ur. 29 lipca 1939, zm. 5 kwietnia 2017) – polski brydżysta, Arcymistrz Światowy (PZBS), World Life Master oraz Seniors Grand Master (WBF), European Grand Master oraz European Champion w kategorii Open oraz Seniors (EBL), odznaczony Złotą Odznaką PZBS (2001) zawodnik drużyny KURT-ROYCE Poznań. Miał stopień doktora, był zatrudniony na Wydziale Matematyki i Nauk Informacyjnych Politechniki Warszawskiej.

## Kariera brydżowa
W 2012 r. był na pierwszym miejscu w grupie seniorów, zarówno w rankingu światowym (WBF), jak i europejskim (EBL). Pierwszy medal (brązowy) zdobył na 23 Mistrzostwach Europy w Baden-Baden w roku 1963 w kategorii Open. Był to pierwszy medal zdobyty przez drużynę polską w brydżowych zawodach międzynarodowych. Swój ostatni medal, też brązowy, zdobył z drużyną seniorów na 40 Mistrzostwach Świata Teamów w Veldhoven w roku 2011.
Autor książki „Sztuka wistowania”. Prowadził rubrykę brydżową w Gazecie Wyborczej.

### Rozgrywki krajowe
W rozgrywkach krajowych zdobywał następujące lokaty:
| Drużynowe mistrzostwa Polski | Drużynowe mistrzostwa Polski | Drużynowe mistrzostwa Polski |
| Sezon                        | Drużyna                      | Pozycja                      |
| ---------------------------- | ---------------------------- | ---------------------------- |
| 1998                         | Silesia Gliwice              | 2                            |
| 1997                         | Silesia Gliwice              | 1                            |
| 1983/84                      | Marymont Warszawa            | 2                            |
| 1982/83                      | Marymont Warszawa            | 1                            |
| 1979/80                      | Marymont Warszawa            | 2                            |
| 1978/79                      | Marymont Warszawa            | 1                            |
| 1978                         | Marymont Warszawa            | 1                            |
| 1977                         | Marymont Warszawa            | 1                            |
| 1976                         | Marymont Warszawa            | 3                            |
| 1967                         | Polskie Radio Warszawa       | 1                            |
| 1966                         | Warszawianka                 | 1                            |
| 1965                         | Juvenia Warszawa             | 2                            |
| 1964                         | Juvenia AZS Warszawa         | 1                            |
| 1963                         | Juvenia Stodoła W-wa         | 1                            |
| 1961/62                      | Juvenia Stodoła W-wa         | 1                            |
| 1960/61                      | Juvenia Stodoła W-wa         | 2                            |

| Mistrzostwa Polski par | Mistrzostwa Polski par | Mistrzostwa Polski par | Mistrzostwa Polski par |
| Rok                    | Kategoria              | Partner                | Pozycja                |
| ---------------------- | ---------------------- | ---------------------- | ---------------------- |
| 2011                   | Open                   | Apolinary Kowalski     | 2                      |
| 2000                   | Seniorzy               | Aleksander Jezioro     | 1                      |
| 1966                   | Miksty                 | Elżbieta Klukowska     | 1                      |

### Olimpiady
W olimpiadach uzyskał następujące rezultaty:
| Olimpiady brydżowe. Zawody teamów | Olimpiady brydżowe. Zawody teamów | Olimpiady brydżowe. Zawody teamów | Olimpiady brydżowe. Zawody teamów | Olimpiady brydżowe. Zawody teamów | Olimpiady brydżowe. Zawody teamów |
| Rok                               | Miejsce                           | Zawody                            | Kategoria                         | Drużyna                           | Pozycja                           |
| --------------------------------- | --------------------------------- | --------------------------------- | --------------------------------- | --------------------------------- | --------------------------------- |
| 2012                              | Lille                             | 2. Olimpiada Sportów Umysłowych   | Seniorzy                          | Poland                            | 9                                 |
| 1976                              | Monte Carlo                       | 5. Olimpiada Teamów               | Open                              | Poland                            | 4                                 |
| 1964                              | Nowy Jork                         | 2. Olimpiada Teamów               | Open                              | Poland                            | 16                                |

### Zawody światowe
W światowych zawodach zdobył następujące lokaty:
| Mistrzostwa Świata. Konkurencja teamów | Mistrzostwa Świata. Konkurencja teamów | Mistrzostwa Świata. Konkurencja teamów | Mistrzostwa Świata. Konkurencja teamów | Mistrzostwa Świata. Konkurencja teamów | Mistrzostwa Świata. Konkurencja teamów |
| Rok                                    | Miejsce                                | Zawody                                 | Kategoria                              | Drużyna                                | Pozycja                                |
| -------------------------------------- | -------------------------------------- | -------------------------------------- | -------------------------------------- | -------------------------------------- | -------------------------------------- |
| 2013                                   | Nusa Dua                               | 41. Mistrzostwa Świata Teamów          | Seniorzy                               | Poland                                 | 3                                      |
| 2011                                   | Veldhoven                              | 40. Mistrzostwa Świata Teamów          | Seniorzy                               | Poland                                 | 3                                      |
| 2010                                   | Filadelfia                             | 13. Seria Mistrzostw Świata            | Seniorzy                               | Markowicz                              | 2                                      |
| 2009                                   | São Paulo                              | 39. Mistrzostwa Świata Teamów          | Seniorzy                               | Poland                                 | 2                                      |
| 2007                                   | Szanghaj                               | 38. Mistrzostwa Świata Teamów          | Trans                                  | Markowicz                              | 5                                      |
| 2007                                   | Szanghaj                               | 38. Mistrzostwa Świata Teamów          | Seniorzy                               | Poland                                 | 5                                      |
| 2006                                   | Werona                                 | 12. Mistrzostwa Świata                 | Seniorzy                               | Markowicz                              | 1                                      |
| 2006                                   | Werona                                 | 12. Mistrzostwa Świata                 | Open                                   | Markowicz                              | 83                                     |
| 2005                                   | Estoril                                | 37. Mistrzostwa Świata Teamów          | Trans                                  | Markowicz                              | 70                                     |
| 2003                                   | Monte Carlo                            | 36. Mistrzostwa Świata Teamów          | Tran                                   | Markowicz                              | 24                                     |
| 2002                                   | Montreal                               | 11. Mistrzostwa Świata                 | Seniorzy                               | Markowicz                              | 13                                     |
| 2001                                   | Paryż                                  | 35. Mistrzostwa Świata Teamów          | Trans                                  | Markowicz                              | 23                                     |
| 2000                                   | Southampton                            | 34. Mistrzostwa Świata Teamów          | Trans                                  | Markowicz                              | 52                                     |
| 2000                                   | Southampton                            | 34. Mistrzostwa Świata Teamów          | Seniorzy                               | Poland                                 | 1                                      |
| 1998                                   | Lille                                  | 10. Mistrzostwa Świata                 | Seniorzy                               | Szenberg                               | 2                                      |
| 1989                                   | Perth                                  | 29. Mistrzostwa Świata Teamów          | Open                                   | Poland                                 | 3                                      |
| 1986                                   | Miami Beach                            | 7. Mistrzostwa Świata                  | Open                                   | Klukowski                              | 23                                     |
| 1982                                   | Biarritz                               | 6. Mistrzostwa Świata                  | Open                                   | Frenkiel                               | 20                                     |
| 1981                                   | Nowy Jork                              | 25. Mistrzostwa Świata Teamów          | Open                                   | Poland                                 | 3                                      |

| Mistrzostwa Świata. Konkurencja par | Mistrzostwa Świata. Konkurencja par | Mistrzostwa Świata. Konkurencja par | Mistrzostwa Świata. Konkurencja par | Mistrzostwa Świata. Konkurencja par | Mistrzostwa Świata. Konkurencja par |
| Rok                                 | Miejsce                             | Zawody                              | Kategoria                           | Partner                             | Pozycja                             |
| ----------------------------------- | ----------------------------------- | ----------------------------------- | ----------------------------------- | ----------------------------------- | ----------------------------------- |
| 2010                                | Filadelfia                          | 13. Mistrzostwa Świata              | Seniorzy                            | Wiktor Markowicz                    | 4                                   |
| 2006                                | Werona                              | 12. Mistrzostwa Świata              | Seniorzy                            | Aleksander Jezioro                  | 2                                   |
| 2002                                | Montreal                            | 11. Mistrzostwa Świata              | Seniorzy                            | Wiktor Markowicz                    | 18                                  |
| 1998                                | Lille                               | 10. Mistrzostwa Świata              | Seniorzy                            | Aleksander Jezioro                  | 22                                  |
| 1990                                | Genewa                              | 8. Mistrzostwa Świata               | Open                                | Krzysztof Moszczyński               | 24                                  |

### Zawody europejskie
W europejskich zawodach zdobył następujące lokaty:
| Zawody europejskie. Konkurencja teamów | Zawody europejskie. Konkurencja teamów | Zawody europejskie. Konkurencja teamów  | Zawody europejskie. Konkurencja teamów | Zawody europejskie. Konkurencja teamów | Zawody europejskie. Konkurencja teamów |
| Rok                                    | Miejsce                                | Zawody                                  | Kategoria                              | Drużyna                                | Pozycja                                |
| -------------------------------------- | -------------------------------------- | --------------------------------------- | -------------------------------------- | -------------------------------------- | -------------------------------------- |
| 2012                                   | Dublin                                 | 51 Mistrzostwa Europy Teamów            | Seniorzy                               | Poland                                 | 2                                      |
| 2010                                   | Ostenda                                | 50 Mistrzostwa Europy Teamów            | Seniorzy                               | Poland                                 | 1                                      |
| 2009                                   | San Remo                               | 4 Otwarte Mistrzostwa Europy            | Seniorzy                               | Markowicz                              | 18                                     |
| 2007                                   | Antalya                                | 3 Otwarte Mistrzostwa Europy            | Seniorzy                               | Markowicz                              | 3                                      |
| 2006                                   | Warszawa                               | 48 Mistrzostwa Europy Teamów            | Seniorzy                               | Poland                                 | 5                                      |
| 2005                                   | Teneryfa                               | 2 Otwarte Mistrzostwa Europy            | Seniorzy                               | Klukowski                              | 5                                      |
| 2003                                   | Mentona                                | 1 Otwarte Mistrzostwa Europy            | Seniorzy                               | Markowicz                              | 5                                      |
| 2002                                   | Salsomaggiore                          | 46 Mistrzostwa Europy Teamów            | Seniorzy                               | Poland                                 | 5                                      |
| 2001                                   | Teneryfa                               | 45 Mistrzostwa Europy Teamów            | Seniorzy                               | Poland 2                               | 10                                     |
| 1999                                   | Malta                                  | 44 Mistrzostwa Europy Teamów            | Seniorzy                               | Poland 2                               | 8                                      |
| 1997                                   | Montecatini                            | 43 Mistrzostwa Europy Teamów            | Seniorzy                               | Poland B                               | 2                                      |
| 1989                                   | Turku                                  | 39 Mistrzostwa Europy Teamów            | Open                                   | Poland                                 | 1                                      |
| 1987                                   | Brighton                               | 38 Mistrzostwa Europy Teamów            | Open                                   | Poland                                 | 4                                      |
| 1981                                   | Birmingham                             | 35 Mistrzostwa Europy Teamów            | Open                                   | Poland                                 | 1                                      |
| 1977                                   | Elsinore                               | 33 Mistrzostwa Europy Teamów            | Open                                   | Poland                                 | 12                                     |
| 1968                                   | Praga                                  | 1 Młodzieżowe Mistrzostwa Europy Teamów | Juniorzy                               | Poland                                 | 4                                      |
| 1967                                   | Dublin                                 | 26 Mistrzostwa Europy Teamów            | Open                                   | Poland                                 | 11                                     |
| 1965                                   | Ostenda                                | 24 Mistrzostwa Europy Teamów            | Open                                   | Poland                                 | 10                                     |
| 1963                                   | Baden-Baden                            | 23 Mistrzostwa Europy Teamów            | Open                                   | Poland                                 | 3                                      |

| Zawody europejskie. Konkurencja par | Zawody europejskie. Konkurencja par | Zawody europejskie. Konkurencja par | Zawody europejskie. Konkurencja par | Zawody europejskie. Konkurencja par | Zawody europejskie. Konkurencja par |
| Rok                                 | Miejsce                             | Zawody                              | Kategoria                           | Partner                             | Pozycja                             |
| ----------------------------------- | ----------------------------------- | ----------------------------------- | ----------------------------------- | ----------------------------------- | ----------------------------------- |
| 2009                                | San Remo                            | 4 Otwarte Mistrzostwa Europy        | Seniorzy                            | Aleksander Jezioro                  | 17                                  |
| 2007                                | Antalya                             | 3 Otwarte Mistrzostwa Europy        | Seniorzy                            | Aleksander Jezioro                  | 42                                  |
| 2005                                | Teneryfa                            | 2 Otwarte Mistrzostwa Europy        | Seniorzy                            | Wiktor Markowicz                    | 35                                  |
| 2003                                | Mentona                             | 1 Otwarte Mistrzostwa Europy        | Seniorzy                            | Wiktor Markowicz                    | 89                                  |
| 2001                                | Sorrento                            | 11 Mistrzostwa Europy Par           | Seniorzy                            | Aleksander Jezioro                  | 9                                   |
| 1999                                | Warszawa                            | 10 Mistrzostwa Europy Par           | Seniorzy                            | Aleksander Jezioro                  | 22                                  |
| 1993                                | Bielefeld                           | 7 Mistrzostwa Europy Par            | Open                                | Jerzy Russyan                       | 175                                 |
| 1989                                | Salsomaggiore                       | 5 Mistrzostwa Europy Par            | Open                                | Krzysztof Moszczyński               | 6                                   |